# クルードラゴン エンデバー
クルードラゴン「エンデバー」（Crew Dragon Endeavour、ドラゴン・カプセルC206）はスペースXが製造および運用し、NASAの商業乗員輸送計画で使用されるクルードラゴン宇宙機。2020年5月30日にファルコン9ロケットに搭載されて軌道に打ち上げられ、Crew Dragon Demo-2の一部として2020年5月31日に国際宇宙ステーション（ISS）に成功裏にドッキングした。ドラゴン・カプセルの初の有人飛行であり、ダグラス・ハーリーとロバート・ベンケンが搭乗した。2011年7月のSTS-135以来となるアメリカ合衆国からの初の有人軌道宇宙飛行であるとともに、民間企業による初めての有人軌道宇宙飛行となった。2020年8月2日に地球に帰還した。この宇宙機は、ハーリーとベンケンがそれぞれSTS-127およびSTS-123ミッションで搭乗したスペースシャトル・エンデバーにちなんで二人によって名付けられた。「エンデバー」と言う名称はアポロ15号の司令船の名称でもある。

## 来歴
クルードラゴンC204を使用したCrew Dragon Demo-1の成功の後で、当初同機はクルードラゴンの飛行中脱出テストでの使用が計画されていた。しかしながら、2019年4月20日にクルードラゴンC204がLanding Zone 1施設でのスタティックファイアテスト中の爆発で破壊されてしまった。この異常事態当日、スーパー・ドラコ脱出システム試験中に爆発が発生しながらも、クルードラゴンのドラコスラスターの初期試験は成功した。Demo-2ミッションに使用される予定だったクルードラゴンC205は飛行中ダッシュテストに使用された。その後、「エンデバー」はクルードラゴンC205に変わってDemo-2ミッションに割り当てられた。2020年4月17日、NASA長官のジェームズ・ブライデンスタインは、国際宇宙ステーションへの有人のクルードラゴン・ミッションの打ち上げが2020年5月27日になることを発表した。スペースXによれば、「エンデバー」は2020年2月に電磁的テストを実行中であり、音響学的テストは完了していた。2020年4月前半、この機体は最終処理およびDemo-2打ち上げ準備のためにフロリダ州のケープカナベラル宇宙軍施設にあるスペースXの処理施設に到着した。その後、ケネディ宇宙センターに運ばれ、2020年5月15日に第39発射施設に到着した。それから宇宙機はファルコン9ロケットに搭載され、2020年5月21日に発射台にうつされ、その翌日にスタティックファイアテストが行われた。

国際宇宙ステーションにドッキングするスペースXの初めて再使用されたクルードラゴン・エンデバー

まだ名称が発表されていなかったクルードラゴン「エンデバー」は初めての悪天候による延期の後に、2020年5月30日に成功裏に打ち上げられた。宇宙飛行士のダグラス・ハーリーとロバート・ベンケンが搭乗したDemo-2ミッションは、2011年7月のSTS-135以来となるアメリカ合衆国から国際宇宙ステーションへの有人飛行として打ち上げられた。このミッションはスペースXのハードウェアを使用した有人宇宙飛行の検証を完了するものとみなされていた。成功した場合にはこのデモンストレーション飛行でクルードラゴン宇宙機、ファルコン9ロケット、乗員輸送システム、発射台およびスペースXの能力に対する有人認定が可能となった。打ち上げ直後の宇宙船内のビデオツアーの中で、ベンケンとハーリーは二人は、スペースXとNASAの「信じられないような努力」（incredible endeavor）をたたえて、それぞれがSTS-123およびSTS-127で初めて搭乗したスペースシャトル・エンデバーにちなんで宇宙カプセルを「エンデバー」と名付けた。さらに、それぞれのクルーは家族のおもちゃを持ってきていたが（今回はTyのフリッパブルスシリーズで「トレモア」と名付けられた恐竜アパトサウルスのスパンコール付きのぬいぐるみ）、これは宇宙飛行中に無重量状態になった時に、無重力表示器として使うために宇宙船内にぬいぐるみや小物を持ち込むと言う宇宙飛行士の伝統を引き継いだものだった。打ち上げ成功の数日後、NASAはスペースXに飛行実績のある宇宙船の再利用を承認し、「エンデバー」の再利用の可能性を示した。
ISSに接近するのに19時間をすごし、ハーリーはタッチスクリーン制御で宇宙機を操縦する能力を実演し、ISSのドッキングポートに220mの距離まで近づいてからは自動ドッキングプログラムに引き継がせた。「エンデバー」は2020年5月31日にISSにドッキングした。ハーリーとベンケンはNASAの宇宙飛行士クリス・キャシディとロシア人宇宙飛行士イワン・ワグネルおよびアナトーリ・イワニシンからなるISS第63次長期滞在のクルーと合流した。ベンケンとハーリーは、「エンデバー」の太陽電池の劣化、クルードラゴン・レジリエンスおよび着陸ゾーンの天候などによって不確定な時間帯にISSに向けて打ち上げられた 。

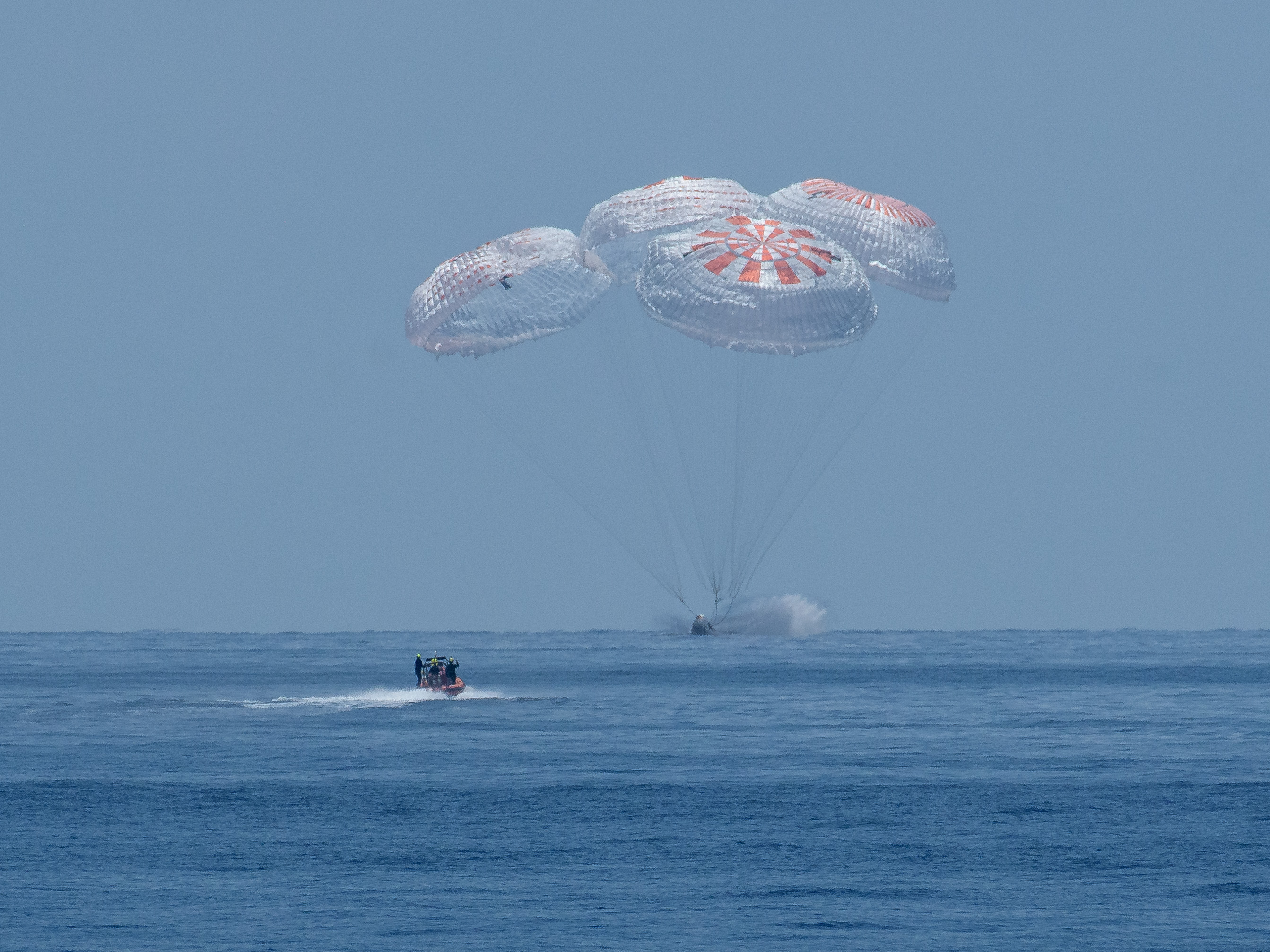
2020年8月2日にメキシコ湾に着水する「エンデバー」

当初、NASAはDemo-2を約2週間の短いテスト飛行として計画していたが、その後になってISSのクルー不足を補うためにミッションの延長を選択した。NASAの有人宇宙飛行計画の管理者代理であるケン・バウアーソックスによれば、宇宙船は「非常に順調」であり、NASAは8月初旬にクルーと「エンデバー」を地球へ帰還させるように計画を修正した。「エンデバー」が帰還する際、同機は地球の大気圏を燃えるように落下し、カプセルのドローグシュートと一連のパラシュートによって減速された。フロリダ州ペンサコーラ近くのメキシコ湾に着水し、スペースXの回収ボートがクルーと宇宙船を岸に戻した。
ボブ・ベンケンとダグ・ハーリーは、ミッション終了後にエンデバー内部にDemo-2のパッチを残してきた 。2021年3月1日月曜日にシェーン・キンブローは、Crew-2の宇宙飛行士は先年5月の打ち上げ直後にハーリーとベンケンが明らかにした「エンデバー」と言う宇宙船の名称を維持すると述べた。

## フライト
「エンデバー」はCrew Dragon Demo-2ミッションで2020年5月30日に宇宙に飛行し、8月2日に地球に帰還した。この宇宙船は、宇宙空間に最長210日止まることができる完全なクルードラゴン宇宙機よりも太陽電池パネルの能力が低かったので、軌道上で119日間を過ごすことができると評価された。Demo-2においてロバート・ベンケンが使用したシートは、スペースX Crew-2ミッションでK・メーガン・マッカーサーが使用した。
| ミッション             | パッチ | 打上日時 (UTC)         | 着陸日時 (UTC)         | クルー                                                                                    | 期間    | 備考 | 成果 |
| ---------------------- | ------ | ---------------------- | ---------------------- | ----------------------------------------------------------------------------------------- | ------- | --- | ---- |
| Demo-2                 |        | 2020年5月30日 19:22:45 | 2020年8月2日 18:48:06  | - ダグ・ハーリー - ロバート・ベンケン                                                     | 63日間  | クルードラゴン・カプセルの初の有人テスト飛行、2011年7月のSTS-135（ダグ・ハーリーが操縦士だった）以来初めてのアメリカ合衆国本土からの有人軌道飛行および民間企業による初の有人軌道宇宙飛行。Crew-1までの間、ISSの活動を補強するために2週間の予定が延長され、2ヶ月以上後に完了した。                                                                          | 成功 |
| Crew-2                 |        | 2021年4月23日 09:49:02 | 2021年11月9日 03:33:16 | - シェーン・キンブロー - メーガン・マッカーサー - 星出彰彦 - トマ・ペスケ                 | 199日間 | 「エンデバー」の初飛行の1週間経たないうちに、NASAはスペースXにCrew-2ミッションで再利用のドラゴンと再利用のファルコン9を使用して人間を打ち上げる承認を与えた。 | 成功 |
| アクシオム ミッション1 |        | 2022年4月8日 15:17:11  | 2022年4月25日 17:06    | - / マイケル・ロペス＝アレグリア - ラリー・コナー - マーク・パティ - エイタン・スティッベ | 17日    | アクシオム・スペースによって契約された初めてのクルードラゴンでの飛行。ISSへの初めての完全な民間飛行であり、アクシオムの職業パイロットであるマイケル・ロペス＝アレグリア、10日間の旅行で教育的な実験を指導するエイタン・スティッベ、ともに投資会社の経営者であるラリー・コナーとマーク・パティが搭乗した。着陸地点の悪天候のため、ISSからの出発が遅延した。 | 成功 |